# بطولة العالم للدراجات على المضمار 2011
بطولة العالم للدراجات على المضمار 2011 هي الدورة ال108 من بطولة العالم للدراجات على المضمار، أجريت في آبلدورن، هولندا.

## النتائج النهائية
| المسابقة                                      | ذهبية                                                                | فضية                                                                          | برونزية                                                                      |
| --------------------------------------------- | -------------------------------------------------------------------- | ----------------------------------------------------------------------------- | ---------------------------------------------------------------------------- |
| الرجال                                        |                                                                      |                                                                               |                                                                              |
| السرعة الفردية                                | جيسون كيني (GBR)                                                     | كريس هوي (GBR)                                                                | ميكائيل بورجين (FRA)                                                         |
| سباق الكيلو متر ضد الساعة                     | Stefan Nimke (GER)                                                   | تيون مولدر (NED)                                                              | فرانسوا بيرفيس (FRA)                                                         |
| سباق المطاردة الفردية                         | جاك بوبريدجي (أستراليا)                                              | جيسي سيرجنت (نيوزيلندا)                                                       | مايكل هيبورن (أستراليا)                                                      |
| سباق المطاردة الفرقية                         | جاك بوبريدجي · روهان دنيس · مايكل هيبورن · Luke Durbridge · أستراليا | أليكسي ماركوف · يفغيني كوفاليف · إيفان كوفاليف · الكسندر سيروف (دراج) · روسيا | ستيفن بيرك · بيتر كينو · اندي تينانت (دراج) · Sam Harrison · بريطانيا العظمى |
| سباق الخدش - السكراتش                         | كوك هو تينغ (HKG)                                                    | ايليا فيفياني (ITA)                                                           | مورغان كنيسكي (FRA)                                                          |
| السرعة الفردية للفرق                          | رينيه اندرز · ماكسيميليان ليفي · Stefan Nimke · ألمانيا              | ماثيو كرامبتون · كريس هوي · جيسون كيني · بريطانيا العظمى                      | دان إليس · ماثيو غليتزر · جيسون نبلت · أستراليا                              |
| السرعة الفردية بالترادف (بالإنجليزية: tandem)‏ |                                                                      |                                                                               |                                                                              |
| السباق الأمريكي (ماديسون)                     | لي هوارد · كاميرون ماير · أستراليا                                   | مارتن بلاها · Jiri Hochmann · جمهورية التشيك                                  | ثيو بوس · بيتر تشيب · هولندا                                                 |
| سباق مطاردة الدراجة النارية للهواة            |                                                                      |                                                                               |                                                                              |
| سباق مطاردة الدراجة النارية للمحترفين         |                                                                      |                                                                               |                                                                              |
| الكيرين                                       | شين بيركنز (AUS)                                                     | كريس هوي (GBR)                                                                | تيون مولدر (NED)                                                             |
| سباق النقاط                                   | ادوين أفيلا (COL)                                                    | كاميرون ماير (AUS)                                                            | مورغان كنيسكي (FRA)                                                          |
| سباق الأومنيوم                                | مايكل فرايبرغ (AUS)                                                  | Shane Archbold (NZL)                                                          | Gijs van Hoecke (BEL)                                                        |
| السيدات                                       |                                                                      |                                                                               |                                                                              |
| السرعة الفردية                                | آنا مارس (AUS)                                                       | سيمونا كروبيكيت (LTU)                                                         | فيكتوريا بندلتون (GBR)                                                       |
| سباق 500 متر ضد الساعة                        | أولغا بانارينا (BLR)                                                 | ساندي كلير (FRA)                                                              | ميريام ويلت (GER)                                                            |
| سباق المطاردة الفردية                         | سارة همر (USA)                                                       | أليسون شانكس (NZL)                                                            | Vilija Sereikaitė (LTU)                                                      |
| سباق المطاردة الفرقية                         | لورا تروت · ويندي هوفيناجيل · داني كينغ · بريطانيا العظمى            | سارة همر · Dotsie Bausch · جيني ريد · الولايات المتحدة                        | Kaytee Boyd · خايمي نيلسن (دراج) · أليسون شانكس · نيوزيلندا                  |
| سباق الخدش - السكراتش                         | ماريان فوس (NED)                                                     | كاثرين بيتس (AUS)                                                             | داني كينغ (GBR)                                                              |
| السرعة الفردية للفرق                          | كارلي مكولوتش · آنا مارس · أستراليا                                  | فيكتوريا بندلتون · جيسيكا ورنيش · بريطانيا العظمى                             | غونغ جينجي · قوه شوانغ · الصين                                               |
| الكيرين                                       | آنا مارس (AUS)                                                       | أولغا بانارينا (BLR)                                                          | كلارا سانشيز (دراج) (FRA)                                                    |
| سباق النقاط                                   | تاتسيانا شاراكوفا (BLR)                                              | جارماليا ماشاكوفا (CZE)                                                       | جورجيا برونزيني (ITA)                                                        |
| سباق الأومنيوم                                | تارا ويتن (CAN)                                                      | سارة همر (USA)                                                                | كيرستن وايلد (NED)                                                           |